# حافظ رحيم
حافظ رحيم (19 نوفمبر 1983 بسنغافورة - 9 يوليو 2020) هو لاعب كرة قدم سنغافوري في مركز الهجوم. شارك مع منتخب سنغافورة لكرة القدم. أما مع النوادي، فقد لعب مع نادي غيلانغ إنترناشونال ونادي هوم يونايتد ونادي واريورز ونادي غومباك يونايتد.

## وصلات خارجية
- حافظ رحيم على موقع قاعدة بيانات كرة القدم.إي يو (الإنجليزية)
- حافظ رحيم على موقع ناشيونال فوتبول تيمز (الإنجليزية)